# Cumae
Cumae (wł. Cuma) – starożytne miasto w Kampanii, położone koło współczesnego Neapolu we Włoszech.
Założone w 757 p.n.e. przez eubejskich Greków z wyspy Pithekussai (obecnie Ischia) jako pierwsza grecka kolonia w Italii. Największy rozkwit miasta przypadał na VI i V wiek p.n.e. W 474 p.n.e. doszło pod Kume do wygranej przez Greków bitwy morskiej z Etruskami.
Kume znane było w starożytności z przepowiedni słynnej Sybilli kumańskiej. W Kume ostatnie lata swojego życia miał spędzić ostatni król Rzymu Tarkwiniusz Pyszny po jego detronizacji. Według Pliniusza Starszego piasek z plaży w Kume wykorzystywany był do produkcji szkła w czasach rzymskich.
Zachowały się ruiny akropolu, a w szczególności świątyni z VI wieku p.n.e., która została przebudowana w czasach cesarza Oktawiana Augusta. W VI wieku została przekształcona w kościół. U stóp akropolu znajduje się natomiast grota, w której miała przebywać Sybilla.
W Cumae znajdowały się posiadłości rzymskiego polityka, dowódcy i dyktatora Sulli.